# Pátio do Colégio
O Pátio do Colégio é onde foi levantada a primeira construção da atual cidade de São Paulo, no atual Centro Histórico, quando o padre Manuel da Nóbrega e o então noviço José de Anchieta, bem como outros padres jesuítas a pedido de Portugal e da Companhia de Jesus, estabeleceram um núcleo para fins de catequização de indígenas no Planalto.
É uma obra apostólica pertencente à Companhia de Jesus. Composto pelo Museu Anchieta, Auditório Manoel da Nóbrega, Galeria Tenerife, praça Ilhas Canárias (Café do Pátio), Igreja São José de Anchieta (abriga o fêmur de José de Anchieta), a Cripta Tibiriçá e a Biblioteca Padre Antônio Vieira. Também integram o complexo Pateo do Collegio o Museu de Arte Sacra dos Jesuítas e o projeto social Oficinas Culturais Anchieta, ambos no município de Embu das Artes.

## História

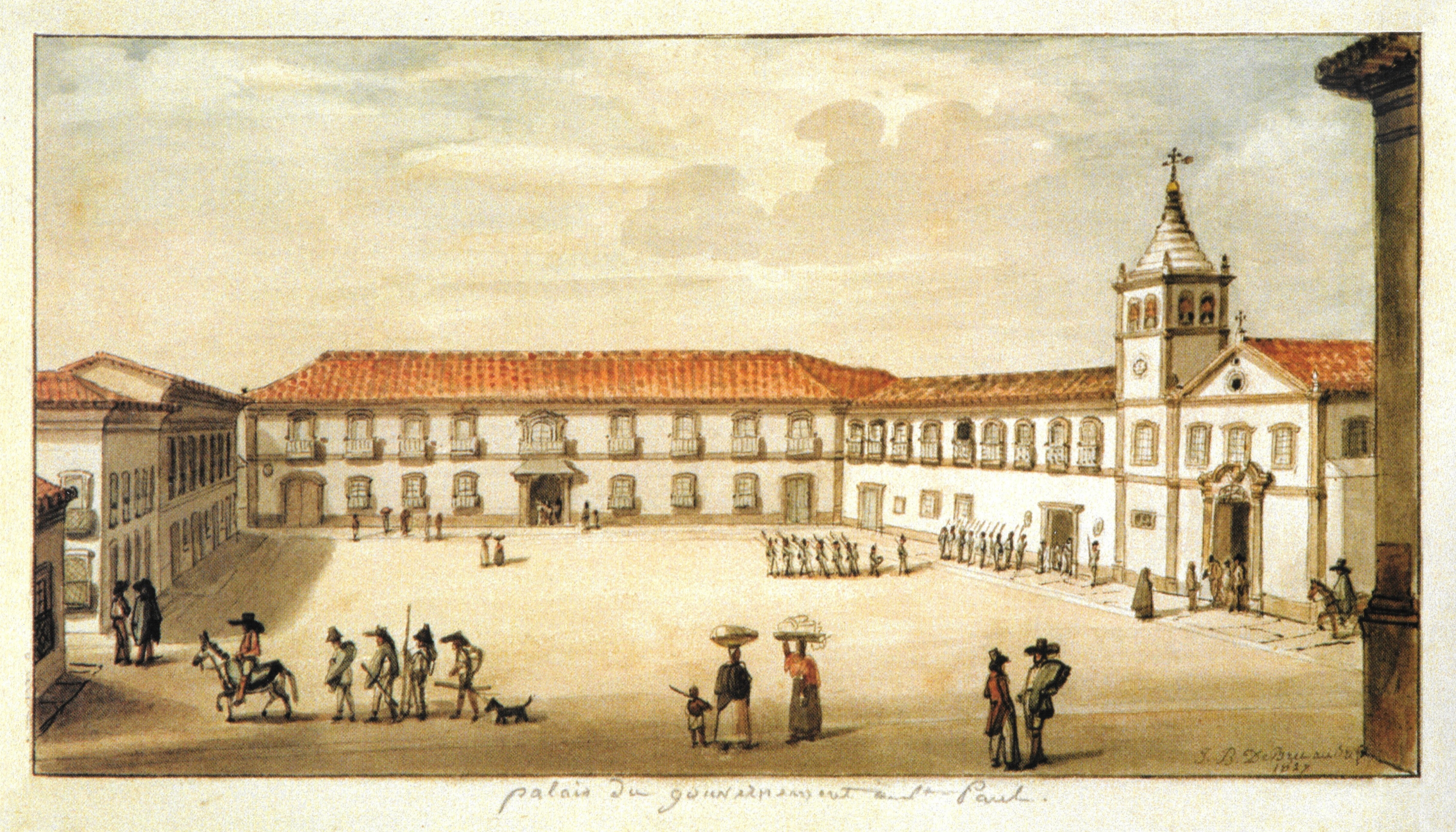
Palácio do Governo de São Paulo em 1827 (atual Pátio do Colégio), por Jean-Baptiste Debret

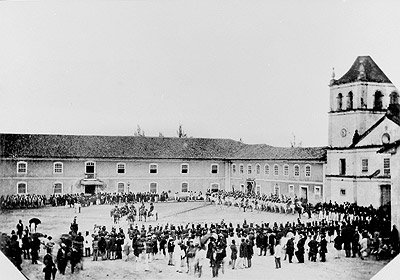
O pátio em 1862, mostrando o Palácio do Governo (antigo Convento do Colégio, à esquerda) e a Igreja do Colégio (à direita)

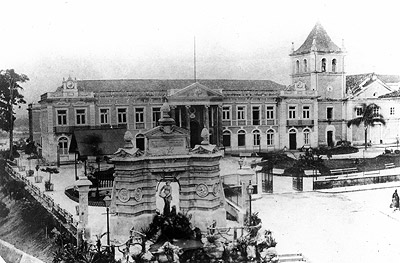
O Palácio do Governo (à esquerda, já reformado) e a Igreja do Colégio (à direita), em 1887

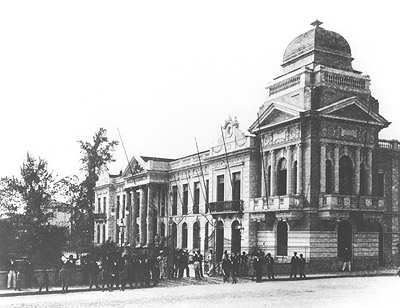
O Palácio do Governo, com a Igreja do Colégio já demolida, ca. 1898

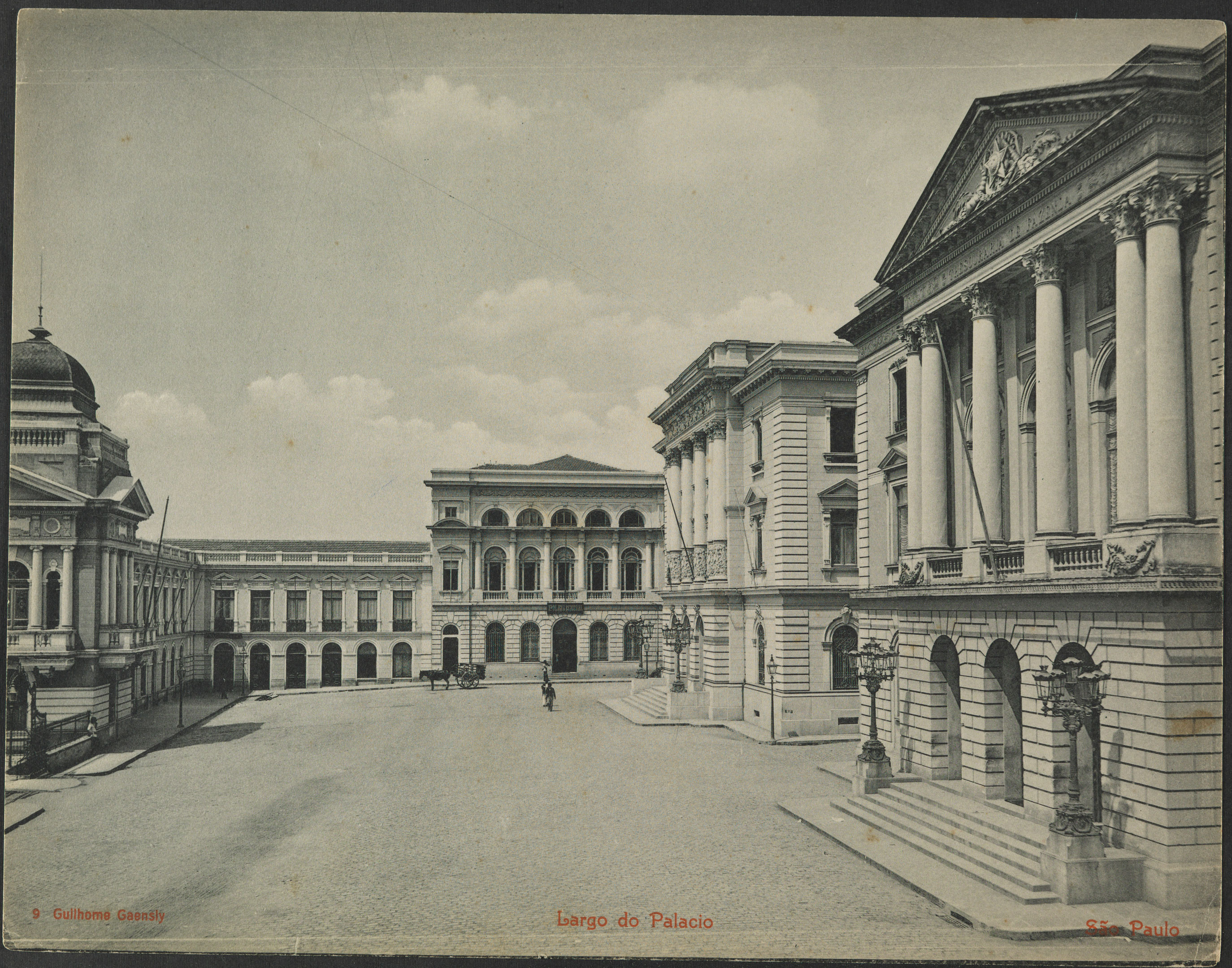
Pátio do Colégio em 1902, mostrando parte do Palácio (à esquerda), a Polícia Central na rua do Carmo (ao fundo), e os prédios da atual Secretaria da Justiça (à direita). Foto de Guilherme Gaensly.

O Pátio do Colégio é o marco inicial do nascimento da cidade de São Paulo. O local, no alto de uma colina entre os rios Tamanduateí e Anhangabaú, foi o escolhido para iniciar a catequização dos indígenas.
Em 25 de janeiro de 1554, foi realizada, diante da cabana coberta de folhas de palmeira de cerca de noventa metros quadrados - ou, como descrita por Anchieta, de dez por catorze passos craveiros (passo craveiro era uma medida linear portuguesa) - a missa que oficializou o nascimento do colégio jesuíta. Este conhecido como Real Colégio de São Paulo de Piratininga.
Em 1556, o padre Afonso Brás, precursor da arquitetura brasileira, foi o responsável pela construção em taipa de pilão de um colégio e igreja anexa. Brigas entre os colonos e os religiosos que defendiam os indígenas culminaram na expulsão dos jesuítas do local em 1640, para onde só retornariam treze anos mais tarde. Na segunda metade do século XVII, foi erigida a terceira edificação, de taipa de pilão e pedra.
O Pátio do Colégio foi sede do governo paulista entre os anos de 1765 e 1912, após a apropriação do local pelo Estado, servindo como palácio dos Governadores, devido à expulsão dos jesuítas de terras portuguesas, determinada pelo marquês de Pombal em 1759. Com a mudança, o Pátio do Colégio recebeu o nome de Largo do Palácio, comportando assim o centro cívico e cultural da cidade.
Em 1770, passou a abrigar a sessão inaugural da Academia Paulista de Letras, a chamada “Academia dos Felizes”. Nos arredores foram constituídos a Casa de Ópera, a Casa de Fundição, as feiras da Rua do Carmo, o conjunto de habitações do Solar da Marquesa e o comércio da Ladeira do Palácio.
O antigo casarão colonial foi completamente descaracterizado por profundas reformas durante todo esse período, sobretudo no último quartel do século XIX. Algumas tiveram como objetivo adaptar o Palácio do Governo às repartições provenientes do desenvolvimento dos serviços públicos. Em 1881, Florêncio de Abreu, ao assumir a presidência da província, realizou transformações radicais no palácio. Remodelou-se totalmente a fachada principal; e sua ala perpendicular, local onde funcionou a primeira sede do Correio Geral de São Paulo, foi derrubada.
Em 1896, o palácio dos Governadores foi parcialmente demolido e modificado, e em 1953, foi completamente demolido. Em dezembro de 1936, o último lampião a gás da cidade, para uso operacional, foi desligado. A edificação atual, que tem inspiração na construção original seiscentista, foi construída entre 1954 e 1979. Nela, há fragmentos de uma parede de 1585, remanescente do antigo colégio dos jesuítas. Abriga o Museu Anchieta, que reúne um acervo de aproximadamente setecentos objetos, expostos em seis salas.
Em 2018, o edifício sofreu uma intervenção, feita pelo Coletivo M.I.A. como protesto: "A crítica é geral, para as pessoas olharem umas às outras." diz um dos autores João França.

## Atividades

### Religiosas
A Bênção das Rosas é uma solenidade que foi introduzida pelos jesuítas no Brasil na solenidade que criou a Congregação de Nossa Senhora do Rosário na Vila de Piratininga em 1583. As rosas foram trazidas para o Brasil pelo Padre Anchieta 1560 e 1570.
São celebradas missas na Igreja. A casa também promove ações religiosas e cursos de temática religiosa.

### Culturais
A instituição mantém uma programação de concertos com orquestras e corais. O público adulto pode apreciar concertos e apresentações de grupos folclóricos, já as crianças participam de uma série de oficinas de arte e história, teatro de fantoche, caça ao tesouro etc. O museu possui um acervo de arte sacra e diferentes suportes da memória, como iconografia inédita, textos explicativos, mapas e maquete sobre a história do Pátio do Colégio e da cidade de São Paulo no século XVI. A Biblioteca Padre Antônio Vieira é especializada em história do Brasil e da Companhia de Jesus. Possui seis mil títulos catalogados e mais sete mil em catalogação.

## Edifícios

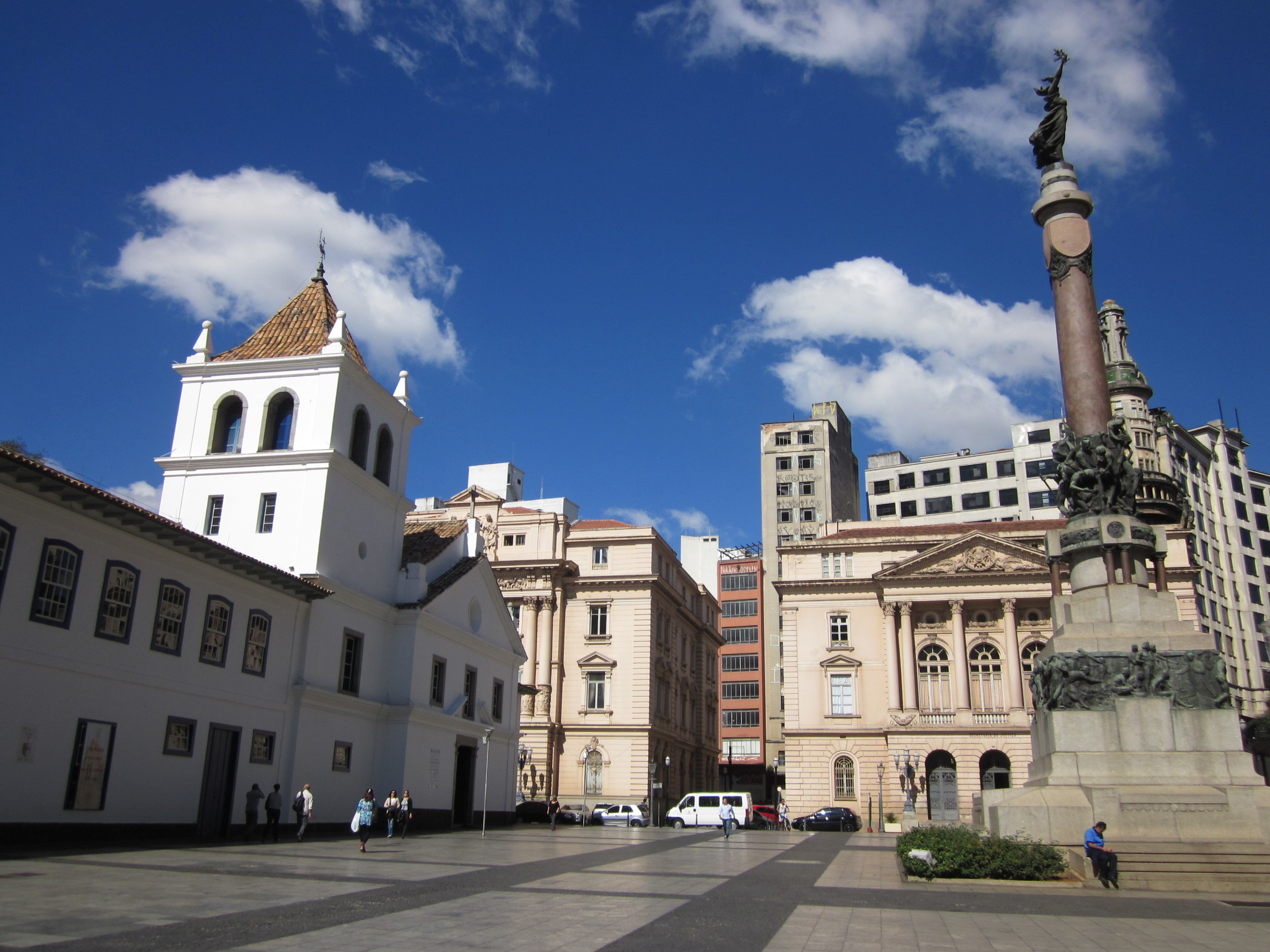
Pateo do Collegio, com o Museu Anchieta (à esquerda), o Memorial dos Fundadores da Cidade de São Paulo (à direita) e, ao fundo, os edifícios da Secretaria da Justiça e da Defesa da Cidadania do Estado de São Paulo

- Colégio de São Paulo dos Jesuítas: a primeira escola, em pau a pique, data de 1554. A segunda, em taipa de pilão, de 1556. O colégio foi reconstruído entre 1680 e 1694. De 1759 a 1765, sediou a residência da Arquidiocese.[2] De 1765 a 1912, foi sede do Palácio dos Governadores e residência oficial dos Capitães-Generais Governadores de São Paulo. De 1835 a 1879, foi sede também do Legislativo Paulista.[10] O imóvel foi demolido parcialmente e modificado em 1896.[2] De 1912 a 1932, serviu de Palácio dos Despachos.[11] Na revolução de 1924, o Palácio sofreu alguns bombardeios.[12] Posteriormente, foi sede da Secretaria da Educação, de 1932 até 1953, quando foi totalmente demolido.[11]
- Igreja Bom Jesus ou Igreja do Colégio: construída em 1556, em taipa de pilão, foi reconstruída em 1680. Em 1757, recebeu uma cripta, até hoje existente. Interditada em 1891, foi demolida em 1896.[11] Reconstruída entre 1954 e 1979, como parte do Museu Anchieta. Em 1980, foi renomeada Igreja do Beato José de Anchieta.[2]